# Камандона
Камандона (итал. Camandona) — коммуна в Италии, расположена в области Пьемонт, подчиняется административному центру Бьелла.
Население коммуны, на 01.01.2024 года, составляет 308 человек, плотность населения — 32,98 чел./км². Коммуна занимает площадь 9,34 км². 
Почтовый индекс — 13821. Телефонный код — 015.
Покровителем коммуны почитается святой Грат Аостский, празднование 7 сентября.

## Демография
Динамика населения:

## Города-побратимы
- Фосиньи, Франция (2011)

## Администрация коммуны
Главой коммуны является мэр Джулия Ботта, с 9 июня 2024 года.